# Hospital de la Cruz Roja
El antiguo Hospital de la Cruz Roja fue un conjunto de edificios hospitalarios ubicados en la Avenida Duquesa de la Victoria de la ciudad española de Melilla, de los que se conservan algunos edificios, como el Grupo de Escuelas Mixtas Alfonso XIII y su antigua capilla.

## Historia
En 1921, tras el Desastre de Annual, la Duquesa de la Victoria llegó con un grupo de enfermerías a Melilla y  después de cederle el Colegio de los Hermanos de las Escuelas Cristianas, actual Colegio La Salle el Carmen, obtuvo de la Junta de Arbitrios el Grupo de Escuelas Mixtas, un colegio que jamás fue usado para tal fin, siendo convertido en hospital de 200 camas para atajar la crisis hospitalaria que sufría la ciudad, pues el Hospital Central (Hospital del Rey), El Docker (Hospital Militar de Melilla), el Alfonso XIII, Gómez Jornada y la Enfermería Indígena, así como los improvisados en el Cuartel de Santiago, el antiguo de la Alcazaba y uno en cerca del Fuerte de María Cristina no podían con el gran número de víctimas.

Más tarde se construyeron una serie de edificios en su parte trasera, contando con 460.
El 30 de octubre de 1979 pasa a manos del Instituto Nacional de Salud, pasando a este el personal de la Cruz Roja el 14 de septiembre de 1989 por Orden Ministerial

## Edificios
Grupo de Escuelas Mixtas

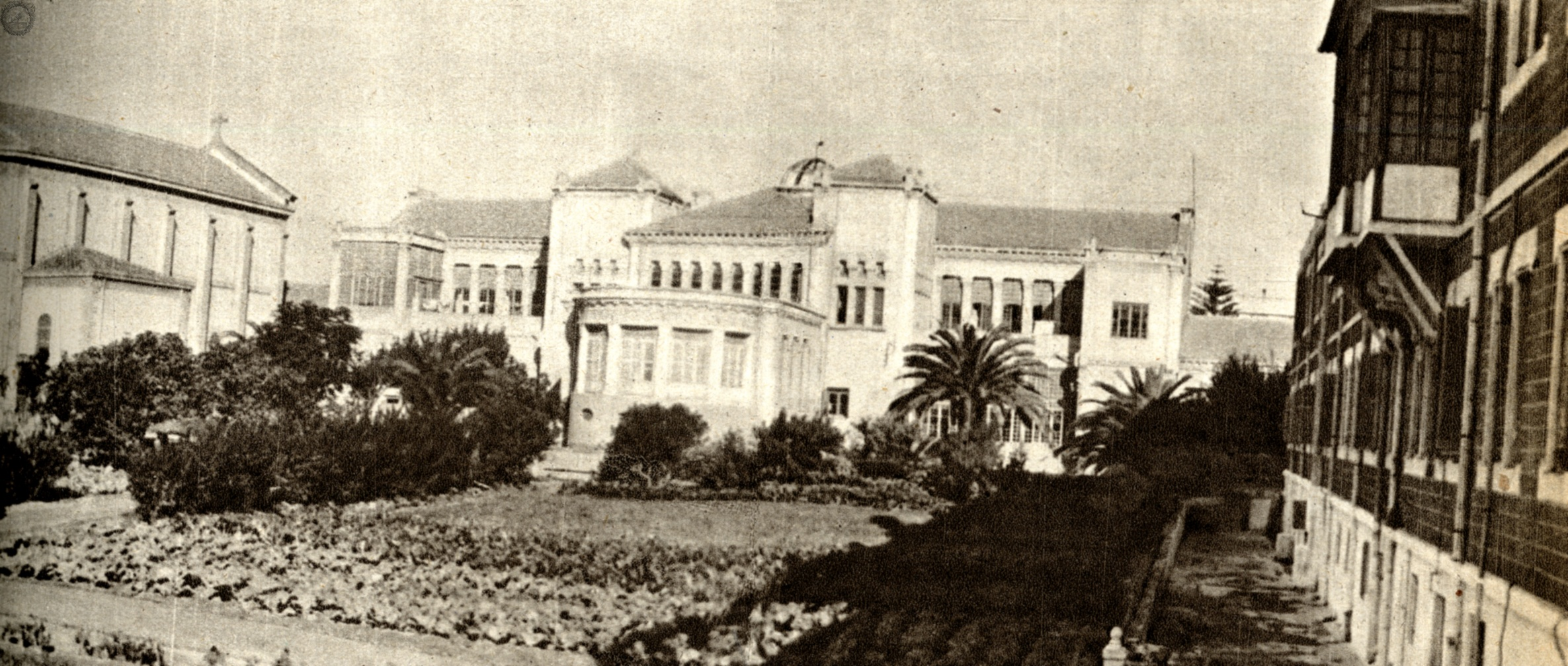
Capilla a al derecha, Grupo de Escuelas Mixtas Alfonso XIII en el centro y el pabellón a la derecha

Pabellón, proyectado en 1922 y terminado en 1926.
Capilla
Tanatorio